# Rodolfo Pedrazzani
Rodolfo Pedrazzani foi bispo de Trieste entre 1302 e 1320. Era também Conde de Trieste. Seu nome permaneceu na história da diocese de Trieste, devido, principalmente, à catedral de São Justo, por ele erigida a partir da fusão de duas igrejas mais antigas, em 1304.
A nova catedral foi consagrada por Henrique de  Wildenstein (1383-1396), primeiro bispo germânico imposto ao Capítulo depois da cessão de Trieste ao Arquiducado da Áustria estipulada em Graz em 30 de setembro de 1382. Desde então e até 1918, com base no direito canônico germânico, os bispos de Trieste foram escolhidos entre religiosos aceitos e aprovados pelos Habsburgo. 
O bispo Rodolfo Pedrazzani foi a última autoridade a emitir moedas próprias da diocese de Trieste.

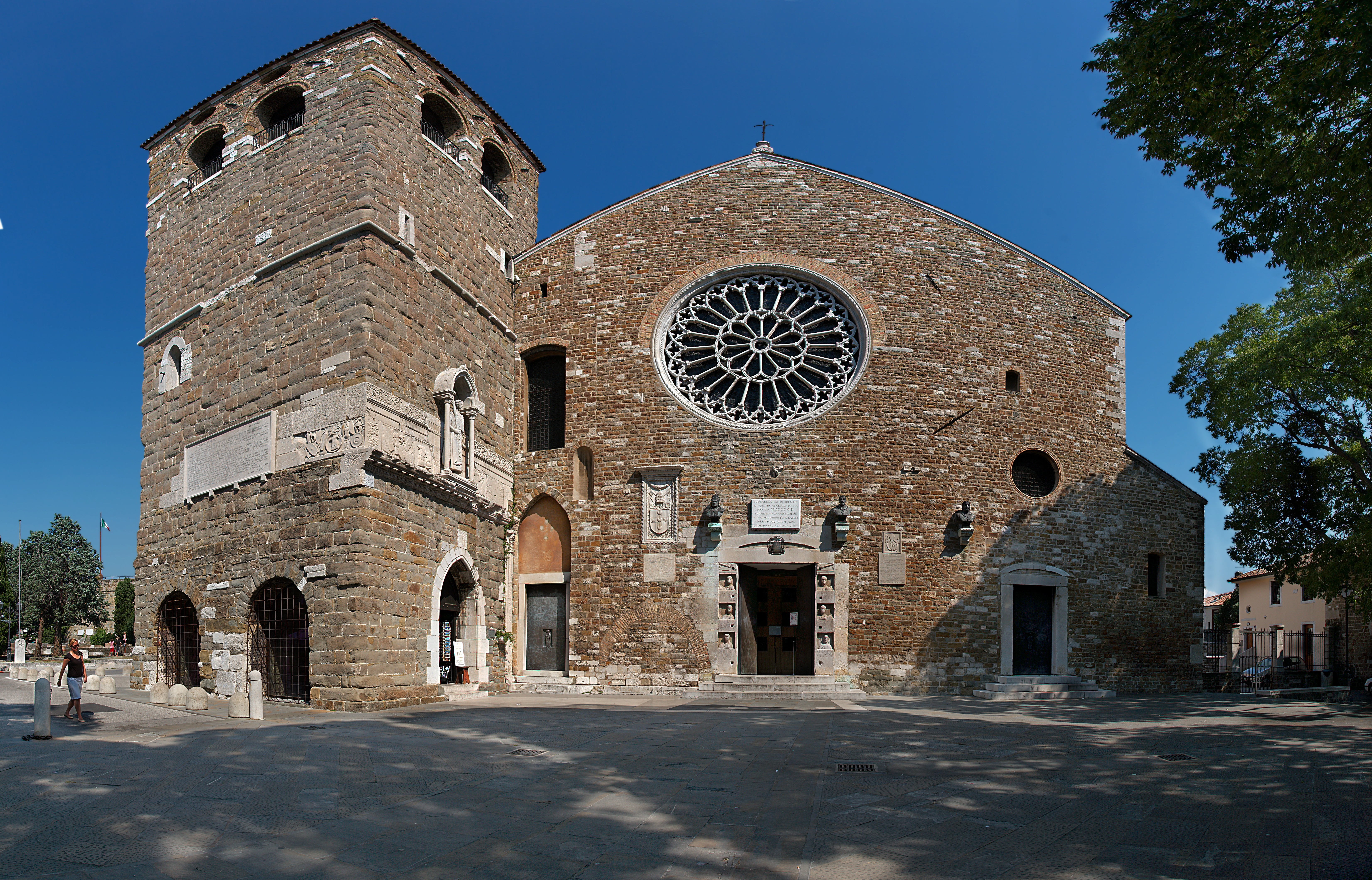
Catedral de São Justo, em Trieste, construída por Rodolfo Pedrazzani em 1304